# Контактний механізм передачі інфекції
Контактний механізм передачі інфекції (в англомовних джерелах його називають прямою передачею англ. direct transmission) — медичний термін, який використовують в епідеміології та вченні про інфекційні хвороби, один з видів механізму передачі інфекції, коли збудники, які знаходяться на шкірі хворої людини чи тварини або в структурах її, потрапляють у сприйнятливий організм через різного ступеня пошкодження шкіри або слизових оболонок.

## Хвороби, що передаються контактним механізмом передачі
Включають:
- бактеріальні інфекції (лептоспіроз, содоку, стрептобацильоз, гонорея, сифіліс тощо);
- вірусні (зокрема, простий герпес);
- грибкові (урогенітальний кандидоз, дерматомікози тощо);
- протозойні (трихомоніаз тощо);
- паразитарні (короста, деякі гельмінтози тощо);

Таке різноманіття хвороб пояснюється тим, що їх збудники обрали для свого життя і розмноження поверхні тіла людини, яка має велику протяжність. Поверхня тіло покрита шкірою і її придатками (волосся, нігті), а також зовнішніми слизовими оболонками (очі, статеві органи, частково рот), де також може поселятися збудники цих захворювань. Крім того, до цієї групи належать випадки, коли мікроорганізми використовують для свого мешкання і розмноження глибоко розташовані тканини.

## Шляхи передачі
Збудники інфекційних хвороб, що паразитують на шкірних покривах і слизових оболонках, передаються контактним прямим (тільки в цій групі хвороб є передача без участі довкілля) або непрямим шляхом:
- прямим шляхом (статевим) від людини до людини передаються збудники венеричних хвороб — гонореї, сифілісу, тощо; патогени з групи захворювань, що передаються статевим шляхом (ЗПСШ), ВІЛ-інфекції тощо. Такі збудники, як правило, нестійкі у довкіллі.
- непрямим шляхом (через абіотичні об'єкти, предмети і речі хворого) відбувається передача збудників трахоми, корости, прокази тощо. До цієї ж групи відносять захворювання, головним чином ранові інфекції (правець, сказ, сибірка тощо), збудники яких проникають через пошкоджені шкірні покриви, але патологічний процес локалізується в глибині тканин. Такі збудники є в більшості стійкими у довкіллі.

## Фактори передачі
Факторами передачі збудників більшості інфекційних хвороб з контактним механізмом передачі слугують часто одяг, рушники, постільна білизна, перев'язувальний матеріал тощо. На цих предметах збудники здатні тривалий час зберігатися, лише володіючи певною стійкістю в довкіллі. Лише збудники, що передаються прямим статевим шляхом, без участі довкілля, мають вкрай низьку стійкість.
Певною мірою своєрідними є ранові інфекції, так як обов'язковою умовою передачі їх є утворення будь-якої рани. Усі інші збудники, що передаються непрямо, потребують для свого укорінення в сприйнятливий організм дрібні, іноді навіть, візуально негативні ушкодження. Разом з тим деякі паразитарні збудники — коростяний кліщ, деякі гельмінти з перкутанним впровадженням (стронгіліди, анкілостоми) здатні активно проникати у непошкоджені тканини.
При багатьох хворобах із контактним механізмом передачі переважає хронічний перебіг. Їхні збудники здатні тривалий час персистувати на шкірі, слизових оболонках, у крові.